# Pepsina
La pepsina es una enzima digestiva que se crea en el estómago y que hidroliza las proteínas en el estómago. Es, por lo tanto, una peptidasa. Es una de las tres peptidasas principales del aparato digestivo humano, junto con la tripsina y la quimotripsina. Fue la primera enzima animal en ser descubierta, por Theodor Schwann en 1836.
La pepsina es producida por las células principales de las glándulas gástricas como una proenzima, el pepsinógeno, quien por efecto del pH ácido se hidroliza y adquiere su capacidad enzimática. Actúa principalmente sobre enlaces peptídicos de naturaleza hidrófoba, preferentemente aromáticos. La pepsina es más activa con un pH de entre 1,5 y 2,5. Se desactiva permanentemente con un pH superior a 5. Interactúa con las uniones Phe-Phe y Phe-Tyr. [cita requerida]
Es la enzima que degrada los polipéptidos y obtiene oligopéptidos. Las proteasas pancreáticas (tripsina, quimotripsina, carboxipeptidasa y aminopeptidasa) degradarán estos hasta aminoácidos.
La bebida de cola Pepsi debe su nombre al hecho de que en un principio contenía esta substancia dado que en realidad se trataba de un medicamento para curar la dispepsia, mas con el tiempo al ser mezclada con agua carbonatada se comenzó a consumir como bebida refrescante y se eliminó la enzima de esta fórmula.